# Microprogrammeren
Microprogrammeren  is een techniek die intern in microprocessoren wordt toegepast om de werking van de diverse onderdelen van de CPU te laten samenwerken.
Een instructie in machinetaal (assembler) resulteert op basis van zo'n microcode-programma in een aantal interne acties van de microprocessor-onderdelen.
Vroegere versies van minicomputers kenden een vrije microcodering-mogelijkheden, zodat men eigen assembler-instructies kon maken.
Een instructie ADD <adres> resulteerde bijvoorbeeld in de volgende micro-acties:
1. zet <adres> op de Bus;
2. wacht op respons uit geheugen;
3. zet rekeneenheid (arithmetic logic unit) op 'optellen' (bus+register);
4. bewaar uitkomst in register;
5. lees volgende instructie.